# (17408) McAdams
(17408) McAdams (1987 UZ1) – planetoida z pasa głównego asteroid okrążająca Słońce w ciągu 2,59 lat w średniej odległości 1,88 j.a. Odkryta 19 października 1987 roku.